# Palazzo Falck
Palazzo Falck è un edificio di Lecco situato nella centrale piazza Garibaldi su cui affacciano altri storici edifici cittadini quali il Teatro della Società, il palazzo della Banca Popolare di Lecco e l'albergo Croce di Malta.
Il palazzo fu progettato nel 1900 da Giuseppe Ongania in forme neorinascimentali come sede della Banca d'Italia ed in seguito, dopo molti anni di chiusura e inevitabile degrado, fu ristrutturato completamente su progetto dell'architetto Virginia Tentori nel 2004 e opere della Colombo Costruzioni spa di Lecco per diventare successivamente sede dell'Unione Commercianti di Lecco. Il progetto di recupero si è sviluppato su temi indipendenti al fine di creare una convivenza fra la conservazione dell'identità storica esterna e i moderni interni di epoca più attuale.